# Wybory do Senatu Republiki Czeskiej w 2022 roku
Wybory do Senatu Republiki Czeskiej w 2022 roku odbyły się 23 i 24 września 2022 roku (I tura) oraz 30 września i 1 października 2022 roku (II tura), zgodnie z postanowieniem prezydenta Miloša Zemana z 6 kwietnia 2022 roku. Wybrano w nich na sześcioletnią kadencję 27 senatorów, odnawiając tym samym 1/3 składu Senatu.
Pierwsza tura wyborów odbyła się równocześnie z wyborami do rad gmin.

## Ordynacja wyborcza
Podstawą do przeprowadzenia wyborów była Ustawa z dnia 27 września 1995 o wyborach do Parlamentu Republiki Czeskiej oraz zmianie i uzupełnieniu niektórych innych ustaw (Zákon ze dne 27. září 1995 o volbách do Parlamentu České republiky a o změně a doplnění některých dalších zákonů). Głosowanie odbyło się jedynie w części państwa – w 27 okręgach jednomandatowych o numerach {\displaystyle 1+3n} (1, 4, 7...) – gdyż co dwa lata odnawiana jest 1/3 składu izby (27 z 81 mandatów).
Głosowanie przeprowadzono na zasadzie większości bezwzględnej. Jeśli żaden z kandydatów nie uzyskał w danym okręgu ponad 50% głosów ważnych, po sześciu dniach od zakończenia głosowania odbyła się decydująca tura z udziałem dwóch kandydatów z najlepszymi wynikami w I turze. Liczba ludności żadnego z okręgów nie mogła być niższa lub wyższa o 15% lub więcej od średniej liczby mieszkańców przypadającej na mandat w skali państwa (tzw. normy przedstawicielskiej).
Czynne prawo wyborcze przysługiwało każdemu obywatelowi Republiki Czeskiej, który najpóźniej w drugim dniu głosowania (I tura) ukończył 18. rok życia. Bierne prawo wyborcze miały osoby z prawem czynnym, które najpóźniej w drugim dniu głosowania ukończyły 40. rok życia. Zgłaszać kandydatów mogły partie i ruchy polityczne oraz ich koalicje, ponadto prawo wysunięcia swojej kandydatury przysługiwało każdemu wyborcy, który przedłożył okręgowej komisji wyborczej 1000 podpisów poparcia wyborców zamieszkałych w danym okręgu.

## Podział miejsc w Senacie przed wyborami
Kolumna wyróżniona odcieniem czerwonym wskazuje liczbę mandatów senatorskich wygasających i obsadzanych na nowo w 2022 roku, a wiersze wyróżnione odcieniem żółtym oznaczają partie wchodzące w skład koalicji rządowej sprzed wyborów.
| Partia lub ruch zgłaszający                         | Kadencja  | Kadencja  | Kadencja  | Łącznie |
| Partia lub ruch zgłaszający                         | 2016–2022 | 2018–2024 | 2020–2026 | Łącznie |
| --------------------------------------------------- | --------- | --------- | --------- | ------- |
| Burmistrzowie i Niezależni                          | 3         | 5         | 11        | 19      |
| Obywatelska Partia Demokratyczna                    | 3         | 10        | 5         | 18      |
| KDU-ČSL                                             | 6         | 2         | 3         | 11      |
| ANO 2011                                            | 3         | 1         | 1         | 5       |
| TOP 09                                              | 2         | 1         | 2         | 5       |
| Czeska Partia Socjaldemokratyczna                   | 2         | 1         | 0         | 3       |
| SEN 21                                              | 0         | 1         | 2         | 3       |
| Czeska Partia Piratów                               | 0         | 1         | 1         | 2       |
| Bezpartyjni                                         | 1         | 0         | 0         | 1       |
| Marek Hilšer do Senatu                              | 0         | 1         | 0         | 1       |
| Obywatele Patrioci                                  | 1         | 0         | 0         | 1       |
| Obywatele Razem – Niezależni                        | 1         | 0         | 0         | 1       |
| Ostrawiak                                           | 0         | 1         | 0         | 1       |
| Partia Zielonych                                    | 1         | 0         | 0         | 1       |
| Ruch na rzecz Pragi 11                              | 1         | 0         | 0         | 1       |
| Severočeši.cz                                       | 1         | 0         | 0         | 1       |
| Zjednoczeni Demokraci – Stowarzyszenie Niezależnych | 1         | 0         | 0         | 1       |
| Kandydaci niezależni                                | 1         | 3         | 0         | 4       |
| Ogółem                                              | 27        | 27        | 27        | 81      |

Wybory do Senatu w 2022 roku były pierwszymi odbywającymi się w czasie trwania IX kadencji Izby Poselskiej. Władzę w kraju sprawuje od grudnia 2021 roku rząd Petra Fiali, gabinet koalicji ODS, KDU-ČSL, TOP 09, STAN i Piratów. Przed wyborami do Senatu w 2022 roku koalicja rządowa posiadała większość bezwzględną w obu izbach parlamentu – w Senacie partie ją tworzące reprezentowało 55 na 81 deputowanych.
Przewodniczącym Senatu przed wyborami był Miloš Vystrčil z ODS, sprawujący tę funkcję od lutego 2020 roku.

## Lista senatorów, którzy nie ubiegają się o reelekcję
Podano nazwę partii lub ruchu zgłaszającego danego kandydata do poprzednich wyborów.
| Okręg wyborczy        | Imię i nazwisko   | Partia lub ruch zgłaszający |
| --------------------- | ----------------- | --------------------------- |
| 31 – Uście nad Łabą   | Jaroslav Doubrava | S.cz                        |
| 46 – Uście nad Orlicą | Petr Šilar        | KDU-ČSL                     |
| 55 – Brno-miasto      | Jan Žaloudík      | ČSSD                        |
| 73 – Frydek-Mistek    | Jerzy Cieńciała   | OSN                         |
| 79 – Hodonín          | Anna Hubáčková    | KDU-ČSL                     |

## Pierwsza tura
O 27 mandatów senatorskich ubiegało się 178 kandydatów zgłoszonych przez partie i ruchy polityczne oraz siedmioro niezależnych. Żadne ze stronnictw nie wysunęło kandydatów we wszystkich okręgach; w ponad połowie okręgów zarejestrowano przedstawicieli ANO 2011 (22) oraz Wolności i Demokracji Bezpośredniej (19). Współrządząca od wyborów 2021 koalicja Spolu (KDU-ČSL, Obywatelska Partia Demokratyczna i TOP 09) poparła łącznie 19 kandydatur.
Cztery spośród stronnictw reprezentowanych w Senacie nie musiały bronić w 2022 roku wygasających mandatów: Czeska Partia Piratów, Marek Hilšer do Senatu, Ostrawiak i SEN 21. Łącznie o ponowny wybór ubiegało się 22 senatorów, w tym:
- ponownie z ramienia tej samej partii – po trzech senatorów KDU-ČSL i ODS, po dwóch reprezentantów TOP 09 i STAN  oraz po jednym deputowanym ANO 2011, ČSSD, HPP 11, SD-SN[i], SLK i Zielonych;
- jako kandydaci innych stronnictw niż w wyborach 2016: Václav Chaloupek (STAN, wcześniej Obywatele Patrioci), Renata Chmelová (STAN, wcześniej KDU-ČSL), Jiří Dušek (ODS, wcześniej ANO 2011), Miluše Horská (STAN, wcześniej KDU-ČSL), Zdeněk Nytra (ODS, wcześniej niezależny) i Jaroslav Větrovský (Jihočeši 2012, wcześniej ANO 2011).

Pierwsza tura głosowania rozpoczęła się 23 września 2022 (godziny 14–22), a zakończyła kolejnego dnia (godziny 8–14). Frekwencja wyniosła 42,65%; najwyższa była w okręgu nr 52 – Igława (48,93%), najniższa w okręgu nr 4 – Most (32,74%).
Dzięki uzyskaniu bezwzględnej większości głosów mandaty senatorskie w I turze zdobyło trzech kandydatów: Petr Fiala z ramienia KDU-ČSL (okręg nr 46 – Uście nad Orlicą), Jiří Růžička z ramienia TOP 09 (okręg nr 25 – Praga 6) i Ladislav Václavec z ramienia ANO (okręg nr 64 – Bruntál). W pozostałych 24 okręgach konieczne było przeprowadzenie kolejnej tury wyborów.

## Druga tura
Decydującą turę przeprowadzono 30 września i 1 października 2022 w godzinach analogicznych do poprzedniej rundy głosowania.
Zmierzyli się w niej kandydaci: ANO 2011 (17), Obywatelskiej Partii Demokratycznej (9), KDU-ČSL (6), TOP 09 (3), SEN 21 (2), dalszych partii i ruchów: Burmistrzowie i Niezależni, Burmistrzowie na rzecz Kraju Libereckiego, Czeska Partia Socjaldemokratyczna, Jihočeši 2012, Niezależni, ProMOST, Ruch na rzecz Pragi 11, Tabor 2020, Wolność i Demokracja Bezpośrednia, Zjednoczeni Demokraci – Stowarzyszenie Niezależnych (po 1) oraz jeden niezależny.
Najwięcej było pojedynków między przedstawicielami ANO i ODS – siedem.
| Liczba kandydatów z ramienia danych partii i ruchów w II turze | Liczba kandydatów z ramienia danych partii i ruchów w II turze | Liczba kandydatów z ramienia danych partii i ruchów w II turze | Liczba kandydatów z ramienia danych partii i ruchów w II turze |
| Partia lub ruch zgłaszający                                    | Pozycja po I turze                                             | Pozycja po I turze                                             | Łącznie                                                        |
| Partia lub ruch zgłaszający                                    | 1.                                                             | 2.                                                             | Łącznie                                                        |
| -------------------------------------------------------------- | -------------------------------------------------------------- | -------------------------------------------------------------- | -------------------------------------------------------------- |
| ANO                                                            | 6                                                              | 11                                                             | 17                                                             |
| ODS                                                            | 8                                                              | 1                                                              | 9                                                              |
| KDU-ČSL                                                        | 3                                                              | 3                                                              | 6                                                              |
| TOP 09                                                         | 3                                                              | 0                                                              | 3                                                              |
| SEN 21                                                         | 0                                                              | 2                                                              | 2                                                              |
| ČSSD                                                           | 1                                                              | 0                                                              | 1                                                              |
| ProMOST                                                        | 1                                                              | 0                                                              | 1                                                              |
| SLK                                                            | 1                                                              | 0                                                              | 1                                                              |
| T2020                                                          | 1                                                              | 0                                                              | 1                                                              |
| HPP 11                                                         | 0                                                              | 1                                                              | 1                                                              |
| JIH 12                                                         | 0                                                              | 1                                                              | 1                                                              |
| NEZ                                                            | 0                                                              | 1                                                              | 1                                                              |
| SD-SN                                                          | 0                                                              | 1                                                              | 1                                                              |
| SPD                                                            | 0                                                              | 1                                                              | 1                                                              |
| STAN                                                           | 0                                                              | 1                                                              | 1                                                              |
| kandydaci niezależni                                           | 0                                                              | 1                                                              | 1                                                              |

Frekwencja była o ponad 23 punkty procentowe niższa niż tydzień wcześniej – 19,44%; ponownie najwięcej osób zagłosowało w okręgu nr 52 – Igława (38,74%), najmniej w okręgu nr 1 – Karlowe Wary (10,51%).

## Wyniki wyborów
Źródło: Český statistický úřad. 
| Obywatelska Partia Demokratyczna (ODS)                      | 151 908   | 13,65  | 111 071 | 23,15  | 0 | 8  | 8  |  |  |
| KDU-ČSL                                                     | 120 972   | 10,87  | 74 696  | 15,57  | 1 | 6  | 7  |  |  |
| ANO 2011 (ANO)                                              | 244 516   | 21,98  | 149 331 | 31,12  | 1 | 2  | 3  |  |  |
| TOP 09                                                      | 73 473    | 6,60   | 33 341  | 6,95   | 1 | 2  | 3  |  |  |
| SEN 21                                                      | 27 672    | 2,49   | 21 051  | 4,39   | 0 | 2  | 2  |  |  |
| Niezależni (NEZ)                                            | 32 431    | 2,92   | 9 031   | 1,88   | 0 | 1  | 1  |  |  |
| Burmistrzowie na rzecz Kraju Libereckiego (SLK)             | 19 613    | 1,76   | 14 000  | 2,92   | 0 | 1  | 1  |  |  |
| Tabor 2020 (T2020)                                          | 14 186    | 1,28   | 10 676  | 2,23   | 0 | 1  | 1  |  |  |
| ProMOST                                                     | 8 672     | 0,78   | 6 747   | 1,41   | 0 | 1  | 1  |  |  |
| Wolność i Demokracja Bezpośrednia (SPD)                     | 85 855    | 7,72   | 2 791   | 0,58   | 0 | 0  | 0  |  |  |
| Burmistrzowie i Niezależni (STAN)                           | 75 406    | 6,78   | 6 410   | 1,34   | 0 | 0  | 0  |  |  |
| Czeska Partia Socjaldemokratyczna (ČSSD)                    | 43 870    | 3,94   | 10 344  | 2,16   | 0 | 0  | 0  |  |  |
| Jihočeši 2012 (JIH 12)                                      | 10 718    | 0,96   | 9 289   | 1,94   | 0 | 0  | 0  |  |  |
| Zjednoczeni Demokraci – Stowarzyszenie Niezależnych (SD-SN) | 8 608     | 0,77   | 4 729   | 0,99   | 0 | 0  | 0  |  |  |
| Ruch na rzecz Pragi 11 (HPP 11)                             | 6 524     | 0,59   | 5 569   | 1,16   | 0 | 0  | 0  |  |  |
| Czeska Partia Piratów (Piráti)                              | 28 302    | 2,54   | —       | —      | 0 | —  | 0  |  |  |
| Pozostałe partie i ruchy polityczne (28)                    | 134 616   | 12,10  | —       | —      | 0 | —  | 0  |  |  |
| Kandydaci niezależni (7)                                    | 25 177    | 2,26   | 10 707  | 2,23   | 0 | 1  | 1  |  |  |
|                                                             |           |        |         |        |   |    |    |  |  |
| Ogółem                                                      | 1 112 519 | 100,00 | 479 783 | 100,00 | 3 | 24 | 27 |  |  |
| Głosy nieważne                                              | 40 670    | 3,53   | 1 947   | 0,40   |   |    |    |  |  |
| Koperty nieoddane                                           | 19 606    | 1,67   | 263     | 0,05   |   |    |    |  |  |
| Frekwencja                                                  | 1 172 795 | 42,65  | 481 730 | 19,44  |   |    |    |  |  |

## Podział miejsc w Senacie po wyborach
| Partia lub ruch zgłaszający                         | Kadencja  | Kadencja  | Kadencja  | Łącznie | +/– |
| Partia lub ruch zgłaszający                         | 2018–2024 | 2020–2026 | 2022–2028 | Łącznie | +/– |
| --------------------------------------------------- | --------- | --------- | --------- | ------- | --- |
| Obywatelska Partia Demokratyczna                    | 10        | 5         | 8         | 23      | 5   |
| Burmistrzowie i Niezależni                          | 5         | 11        | 1         | 17      | 2   |
| KDU-ČSL                                             | 2         | 3         | 7         | 12      | 1   |
| TOP 09                                              | 1         | 2         | 3         | 6       | 1   |
| ANO 2011                                            | 1         | 1         | 3         | 5       | 0   |
| SEN 21                                              | 1         | 2         | 1         | 4       | 1   |
| Czeska Partia Piratów                               | 1         | 1         | 0         | 2       | 0   |
| Czeska Partia Socjaldemokratyczna                   | 1         | 0         | 0         | 1       | 2   |
| Hradecki Klub Demokratyczny                         | 0         | 1         | 0         | 1       | 0   |
| Marek Hilšer do Senatu                              | 1         | 0         | 0         | 1       | 0   |
| Niezależni                                          | 0         | 0         | 1         | 1       | 1   |
| Ostrawiak                                           | 1         | 0         | 0         | 1       | 0   |
| ProMOST                                             | 0         | 0         | 1         | 1       | 1   |
| Tabor 2020                                          | 0         | 0         | 1         | 1       | 1   |
| Wolni                                               | 0         | 1         | 0         | 1       | 0   |
| Partia Zielonych                                    | 0         | 0         | 0         | 0       | 1   |
| Bezpartyjni                                         | 0         | 0         | 0         | 0       | 1   |
| Obywatele Patrioci                                  | 0         | 0         | 0         | 0       | 1   |
| Obywatele Razem – Niezależni                        | 0         | 0         | 0         | 0       | 1   |
| Ruch na rzecz Pragi 11                              | 0         | 0         | 0         | 0       | 1   |
| Severočeši.cz                                       | 0         | 0         | 0         | 0       | 1   |
| Zjednoczeni Demokraci – Stowarzyszenie Niezależnych | 0         | 0         | 0         | 0       | 1   |
| Kandydaci niezależni                                | 3         | 0         | 1         | 4       | 0   |
| Ogółem                                              | 27        | 27        | 27        | 81      | —   |

Kolumna wyróżniona odcieniem zieleni wskazuje liczbę mandatów senatorskich obsadzonych przez dane stronnictwa w 2022 roku.
Największą liczbę mandatów zdobyła ODS i po dwuletniej przerwie ponownie uzyskała liczniejszą reprezentację od koalicji STAN i SLK. Łącznie ówczesne partie koalicji rządowej (ODS, KDU-ČSL, TOP 09, Piraci i STAN) powiększyły stan posiadania o pięć mandatów. Przewodniczącym Senatu pozostał Miloš Vystrčil z ODS

## Lista wybranych senatorów
Gwiazdką oznaczono deputowanych, którzy ubiegali się o reelekcję, wytłuszczeniem – . W nawiasach podano miejsce zajęte przez danego kandydata w I turze.
Źródło: Český statistický úřad.
| Okręg wyborczy        | Imię i nazwisko        | Partia lub ruch zgłaszający | I tura     | II tura |
| --------------------- | ---------------------- | --------------------------- | ---------- | ------- |
| 1 – Karlowe Wary      | Věra Procházková       | ANO                         | 25,86 (1.) | 67,97   |
| 4 – Most              | Jan Paparega           | ProMOST                     | 31,59 (1.) | 58,79   |
| 7 – Pilzno-miasto     | Daniela Kovářová       | niezależna                  | 21,96 (2.) | 54,07   |
| 10 – Český Krumlov    | Tomáš Jirsa*           | ODS                         | 36,53 (1.) | 66,37   |
| 13 – Tabor            | Marek Slabý            | T2020                       | 30,01 (1.) | 53,47   |
| 16 – Beroun           | Jiří Oberfalzer*       | ODS                         | 37,90 (1.) | 55,09   |
| 19 – Praga 11         | Hana Kordová Marvanová | ODS                         | 39,03 (1.) | 67,87   |
| 22 – Praga 10         | Jan Pirk               | TOP 09                      | 44,78 (1.) | 60,45   |
| 25 – Praga 6          | Jiří Růžička*          | TOP 09                      | 50,28 (1.) | —       |
| 28 – Mielnik          | Jarmila Smotlachová    | ODS                         | 25,02 (1.) | 65,22   |
| 31 – Uście nad Łabą   | Martin Krsek           | SEN 21                      | 19,16 (2.) | 67,72   |
| 34 – Liberec          | Michael Canov*         | SLK                         | 43,52 (1.) | 66,35   |
| 37 – Jiczyn           | Tomáš Czernin*         | TOP 09                      | 28,99 (1.) | 53,83   |
| 40 – Kutná Hora       | Bohuslav Procházka     | KDU-ČSL                     | 20,39 (2.) | 50,63   |
| 43 – Pardubice        | Miluše Horská*         | KDU-ČSL                     | 39,05 (1.) | 57,23   |
| 46 – Uście nad Orlicą | Petr Fiala             | KDU-ČSL                     | 65,67 (1.) | —       |
| 49 – Blansko          | Jaromíra Vítková*      | KDU-ČSL                     | 30,79 (1.) | 65,36   |
| 52 – Igława           | Miloš Vystrčil*        | ODS                         | 45,63 (2.) | 60,03   |
| 55 – Brno-miasto      | Tomáš Töpfer           | ODS                         | 30,24 (1.) | 52,80   |
| 58 – Brno-miasto      | Jiří Dušek*            | ODS                         | 29,27 (1.) | 62,92   |
| 61 – Ołomuniec        | Lumír Kantor*          | KDU-ČSL                     | 26,06 (2.) | 60,08   |
| 64 – Bruntál          | Ladislav Václavec*     | ANO                         | 58,86 (1.) | —       |
| 67 – Nowy Jiczyn      | Ivana Váňová           | KDU-ČSL                     | 21,31 (2.) | 50,79   |
| 70 – Ostrawa-miasto   | Zdeněk Nytra*          | ODS                         | 25,42 (1.) | 51,53   |
| 73 – Frydek-Mistek    | Zdeněk Matušek         | ANO                         | 42,34 (1.) | 50,99   |
| 76 – Kromieryż        | Jana Zwyrtek Hamplová  | NEZ                         | 18,87 (2.) | 50,65   |
| 79 – Hodonín          | Eva Rajchmanová        | KDU-ČSL                     | 28,46 (1.) | 51,61   |

## Lista senatorów, którzy nie uzyskali reelekcji
W nawiasach podano miejsce zajęte przez danego kandydata w I turze.
Źródło: Český statistický úřad.
| Okręg wyborczy    | Imię i nazwisko    | Partia lub ruch zgłaszający | I tura     | II tura    |
| ----------------- | ------------------ | --------------------------- | ---------- | ---------- |
| 1 – Karlowe Wary  | Jan Horník         | STAN                        | 12,33 (4.) | —          |
| 4 – Most          | Alena Dernerová    | SD-SN                       | 31,36 (2.) | 41,21 (2.) |
| 7 – Pilzno-miasto | Václav Chaloupek   | STAN                        | 12,04 (4.) | —          |
| 13 – Tabor        | Jaroslav Větrovský | JIH 12                      | 22,67 (2.) | 46,53 (2.) |
| 19 – Praga 11     | Ladislav Kos       | HPP 11                      | 16,88 (2.) | 32,13 (2.) |
| 22 – Praga 10     | Renata Chmelová    | STAN                        | 24,36 (2.) | 39,55 (2.) |
| 28 – Mielnik      | Petr Holeček       | STAN                        | 19,18 (3.) | —          |
| 40 – Kutná Hora   | Jaromír Strnad     | ČSSD                        | 31,58 (1.) | 49,37 (2.) |
| 67 – Nowy Jiczyn  | Petr Orel          | Zelení                      | 19,60 (3.) | —          |
| 76 – Kromieryż    | Šárka Jelínková    | KDU-ČSL                     | 18,32 (3.) | —          |